# Theta Aurigae

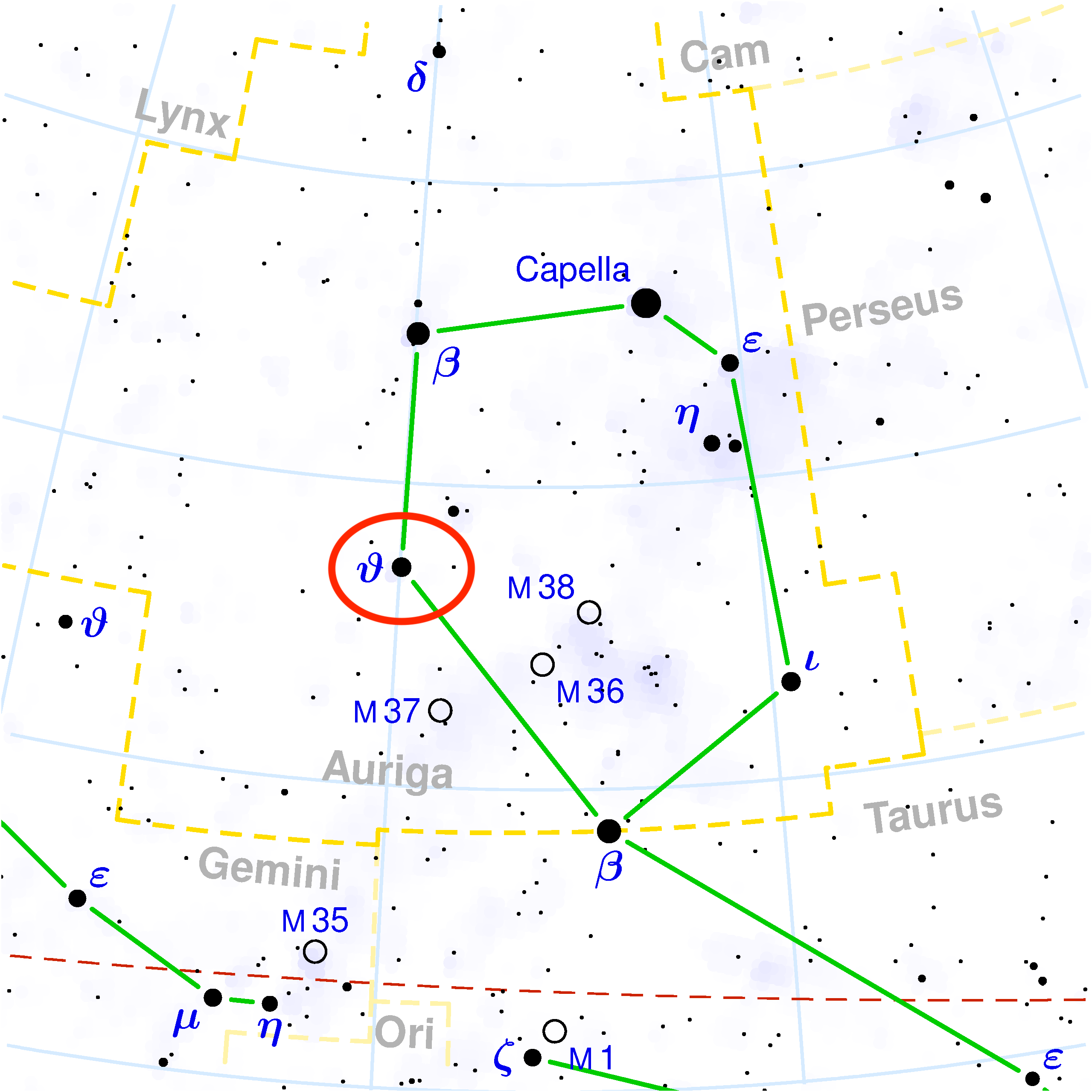
Constelación Theta Auriage - θ Aur se ubica en el círculo rojo.

Theta Aurigae (θ Aur / 37 Aurigae / HD 40312 / HR 2095) es la tercera estrella más brillante de la constelación de Auriga, después de Capella (α Aurigae) y Menkalinan (β Aurigae). Aunque no tiene nombre propio habitual, en alguna ocasión recibe los nombres de Bogardus o Mahasim.
Theta Aurigae es un sistema estelar que se encuentra a 173 años luz del sistema solar. Su componente principal (Theta Aurigae A) es una estrella de tipo espectral A0p, indicando la letra «p» que es una estrella químicamente peculiar. Dentro de esta clase de estrellas, muestra un campo magnético dipolar relativamente débil (≈ 1 kG).
Tiene una temperatura efectiva de 10.160 K y es 263 veces más luminosa que el Sol. Su radio es 3,3 veces más grande que el radio solar. Con una masa de 3,41 masas solares, tiene una edad estimada de 229 millones de años.
Theta Aurigae B es una estrella de tipo espectral G2V que está al menos a 185 UA de la estrella principal. Visualmente ambas estrellas están separadas 3,5 segundos de arco. Una tercera estrella de magnitud +11 a 49 segundos de arco es sólo una compañera óptica.
Theta Aurigae es una estrella variable Alfa2 Canum Venaticorum. En un período de 3,62 días su brillo varía entre magnitud aparente +2,62 y +2,70.